# Hoover (Familienname)
Hoover ist ein englischsprachiger Familienname. Er stammt vom deutschsprachigen Familiennamen Huber.

## Namensträger
- Bob Hoover (1922–2016), US-amerikanischer Testpilot und Kunstflieger
- Charles Franklin Hoover (1865–1927), US-amerikanischer Arzt
- Colleen Hoover (* 1979), US-amerikanische Autorin
- Dick Hoover (1929–2009), US-amerikanischer Bowler
- Douglas Hoover (* 1972), US-amerikanischer Sommerbiathlet
- Edgar Malone Hoover (* 1907), amerikanischer Ökonometriker (Hoover-Ungleichverteilung)
- Erna Schneider Hoover (* 1926), amerikanische Erfinderin
- Gary Hoover (Unternehmer) (* 1951), US-amerikanischer Unternehmer
- Gary Hoover (Ökonom) (* 1968), US-amerikanischer Wirtschaftswissenschaftler und Hochschullehrer
- Gavin Hoover (* 1997), US-amerikanischer Radrennfahrer
- Herbert Hoover (1874–1964), 31. Präsident der USA
- Houston Hoover (* 1965), US-amerikanischer Footballspieler
- J. Edgar Hoover (1895–1972), Begründer und Direktor des FBI
- Jeffrey Hoover (* 1959), US-amerikanischer Komponist und Maler
- John Hoover, US-amerikanischer Kameramann und Filmproduzent
- Lou Hoover (1874–1944), First Lady der USA
- Mikaela Hoover (* 1984), US-amerikanische Schauspielerin
- Mike Hoover (* 1944), US-amerikanischer Kameramann, Filmregisseur, Filmproduzent, Dokumentarfilmer und Bergsteiger
- Nan Hoover (1931–2008), niederländische Medienkünstlerin
- Oliver D. Hoover (* ?), US-amerikanischer Numismatiker
- Peter Hoover (* 1960), kanadischer Täuferpastor und Autor
- Phil Hoover, US-amerikanischer Schauspieler
- Richard Edwin Hoover (1915–1986), amerikanischer Ophthalmologe, entwickelte das Orientierungs- und Mobilitätstraining mit dem Langstock
- Richard R. Hoover (* um 1957), Filmtechniker